# 日興システムソリューションズ
日興システムソリューションズ株式会社（にっこうシステムソリューションズ、英称：Nikko Systems Solutions ,Ltd.）は、SMBC日興証券向けに証券・金融システムを開発するシステムインテグレーター（ユーザー系）である。

## 概要
日興コーディアルグループが米シティグループ傘下となり吸収合併されたことに伴い、日興シティホールディングス傘下となり、日興シティグループ各社向けのシステム構築を担っていた。
2009年10月、三井住友フィナンシャルグループへの日興コーディアル証券売却に伴い同社も三井住友フィナンシャルグループ入りする。

## 沿革

### 株式会社日興システムセンター
- 1977年12月 - 日興證券株式会社システム管理部を母体として株式会社日興システムセンターを設立。
- 1993年3月 - サンフランシスコ駐在員事務所を開設。
- 1993年5月 - 新川オフィスを開設。
- 1998年11月 - ISO9001認証を取得。

### 日興ビジネスシステムズ株式会社
- 1999年4月 - 株式会社日興システムセンターと証券事務サポートサービスを行う日興証券ビジネスサービス株式会社が統合し、日興ビジネスシステムズ株式会社に社名変更。

### ファイナンシャル・ネットワーク・テクノロジーズ株式会社
- 1999年10月 - 日興證券グループと富士通株式会社の合弁により、ファイナンシャル・ネットワーク・テクノロジーズ株式会社設立。システム関連業務を日興ビジネスシステムズ株式会社から移管。
- 2002年9月 - 株式会社インテリジェントテクノロジーを子会社化。
- 2002年9月 - 日興コーディアルグループが富士通から同社株式を取得し、日興コーディアルグループ100％子会社となる。
- 2003年2月 - ISMS（現ISO/IEC27001）認証を取得。

### 日興システムソリューションズ株式会社
- 2003年7月 - ファイナンシャル・ネットワーク・テクノロジーズとその子会社　株式会社日興コンピューターシステムが合併し、日興システムソリューションズ株式会社に社名変更。
- 2008年6月 - ISO/IEC20000認証を取得。
- 2011年12月 - CMMI成熟度レベル4を達成。
- 2014年3月 - 大阪開発オフィスを開設。
- 2024年4月 - 三井住友フィナンシャルグループを親会社とする中間持株会社「株式会社日本総研ホールディングス」の傘下となる。